# گلفان خان
گلفان خان (به انگلیسی: Gulfam Khan) (زاده ۶ ژوئن ۱۹۷۵) بازیگر هندی است.
از فیلم‌های معروف او می‌توان به بازی در فیلم‌های تلاش، تخت روان دالی و مسیر نو اشاره کرد.